# Юсуфия (Ирак)
Юсуфия (араб. اليوسفية‎) — небольшой город в центральной части Ирака, расположенный на территории мухафазы Багдад.
Город находится на площади так называемого иракского «Треугольника смерти» («Triangle of Death») — территории между городами Эль-Махмудия, Искандария и Юсуфия.

## Географическое положение
Город находится в южной части мухафазы, в междуречье Тигра и Евфрата, на высоте 28 метров над уровнем моря.

Юсуфия расположена на расстоянии приблизительно 17 километров к юго-юго-западу (SSW) от Багдада, административного центра провинции и столицы страны.

## Население
Большинство населения города арабы-сунниты.